# Kwaadmechelen
Kwaadmechelen är en ort i Belgien.   Den ligger i provinsen Limburg och regionen Flandern, i den nordöstra delen av landet, 60 km öster om huvudstaden Bryssel. Kwaadmechelen ligger 32 meter över havet och antalet invånare är 4 933.
Terrängen runt Kwaadmechelen är mycket platt, och sluttar västerut. Runt Kwaadmechelen är det tätbefolkat, med 383 invånare per kvadratkilometer.. Närmaste större samhälle är Tessenderlo, 5,6 km sydväst om Kwaadmechelen. 
Omgivningarna runt Kwaadmechelen är en mosaik av jordbruksmark och naturlig växtlighet.